# Kamiennoje (rejon grachowski)
Kamiennoje (ros. Каменное) – wieś (dieriewnia) w Rosji, w Udmurcji, w rejonie grachowskim. W 2010 liczyła 415 mieszkańców.